# GONN
GONN je garage rocková skupina z Keokuku v Iowě. V roce 2004 byla skupina uvedeno do "Iowa Rock 'n' Roll Music Association Hall of Fame". Po rozpadu této skupiny vznikla kapela ILMO Smokehouse.